# 鲍里斯·帕勒根
鲍里斯·米特里耶维奇德·帕勒根（俄语：Борис Дмитриевич Парыгин，1930年6月19日—2012年4月9日），俄罗斯哲学家和心理学家。社会心理学哲学和社会学趋势的创始人。毕业于圣彼得堡大学哲学系 （列宁格勒州立大学，1953年）。教授，哲学博士。博士学位论文- “社会心理学作为一门科学 (历史、 方法和理论) (列宁格勒州立大学，1967年)”。

## 生平
在列宁格勒州立大学系任教作为科研副院长 （1953年-1957年）；儿科医学研究所 （1957年-1962年）。主管赫尔岑国立教育学院哲学系，创建了心理学和社会学研究实验室和苏联第一社会心理学系（1968年-1976年）。领导俄罗斯科学院社会经济研究所的社会心理问题部门 （1976年-1992年）。他创立并领导圣彼得堡工会大学社会心理学系 （SHU, 1992年-2012年）。

## 主要科学的贡献
制定科学社会心理学的概念，并奠定共同社会心理学理论基础；在心理学首先制定了民情理论，其性质和动力作为 一个社会状态的显示。
帕勒根是11个主要专着和超过450篇文章的作者，其中一些被翻译成其他语言（英语、法语、德语、日语、西班牙语、中文、葡萄牙语、保加利亚语、匈牙利语、捷克、斯洛伐克、立陶宛语、拉脱维亚语等等）。